# Чернивецка област
Чернивецка област (на украински: Чернівецька область; на румънски: Regiunea Cernăuţi; на руски: Черновицкая область) е една от 24-те области на Украйна. Площ 8096 km² (най-малката по големина в Украйна, 1,34% от нейната площ). Население на 1 януари 2017 г. 901 748 души (най-малката по население в Украйна, 1,99% от нейното население). Административен център град Чернивци. Разстояние от Киев до Чернивци 594 km.

## Историческа справка
Чернивецка област заема северната част на историческата област Буковина. Най-старите градове в областта са: Чернивци (от 1407 г.); Герца (от 1437 г.) и Хотин (от 1818 г.), а най-младият (Новоднестровск) е признат за град през 1993 г., след като Украйна става независима държава. Останалите 7 града в областта възникват в периода от 15 до 19 век, но официално са признати за такива през 1940 г., а град Сокиряни през 1966 г. Чернивецка област е образувана на 7 август 1940 г. след анексирането на румънските територии Бесарабия и Северна Буковина от СССР.

## Географска характеристика
Чернивецка област се намира в западна част на Украйна. На юг граничи с Молдова и Румъния, на северозапад – с Ивано-Франкивска област, на север – с Тернополска и Хмелницка област и на изток – с Виницка област. В тези си граници заема площ от 8096 km² (най-малката по големина в Украйна, 1,34% от нейната площ).
По характера на релефа си областта се дели на три части. Югозападната ѝ част е разположена в пределите на Украинските Карпати с максимална височина връх Яровица 1574 m (47°47′36″ с. ш. 25°01′47″ и. д. / 47.793333° с. ш. 25.029722° и. д.), издигащ се в крайния ѝ югозападен ъгъл. Централните части са заети от хълмисти предпланински територии с височина до 537 m, а северната част, между долините на реките Прут и Днестър представлява издигната равнина с височина до 515 m.
Климатът е умерено континентален. Средна януарска температура в равнинните части от -4 до -5 °C, в предпланинските райони от -5 до -6 °C, в планините от -6 до -10 °C, а средната юлска съответно 20 – 18 °C, 19 – 17 °C и 18 – 10 °C. Годишната сума на валежите варира от 450 – 700 mm в равнината, 600 – 800 mm в предпланинските и 800 – 1000 mm в планинските райони. Вегетационният период е 211 – 216 в равнината, 206 – 212 в предпланините и 136 – 180 денонощия в планините.
Територията на Чернивецка област попада в два водосборни басейна. Северната, равнинна част на областта е заета от водосборния басейн на река Днестър, която протича по северната и източната граница на областта с част от средното си течение. Предпланинските и планинските райони се отводняват от горните течения на реките Прет и Сирет, леви притоци на Дунав.
В почвената покривка в равнинните райони преобладават сивите горски почви и оподзолените черноземи, в предпланинските части – ливадно-подзолистите, а в планините – кафявите горски и ливадно-кафявите почви. Горите и храстите са разпространени предимно в планинската част на областта и заемат 29% от нейната територия. Преобладават смърч, ела, бук, дъб и габър. Горите се обитават от елен, сърна, дива свиня, мечка, рис, лисица, белка, норка, ондатра, заек. Планинските реки са богати на разнообразни видове риби.

## Население
На 1 януари 2017 г. населението на Чернивецка област област е наброявало 901 748 души (1,99% от населението на Украйна). Гъстота 111,38 души/km². Градско население 73,04%. Етнически състав: украинци 75,0%, румънци 12,5%, молдовани 7,3%, руснаци 4,1%, поляци 0,4%, беларуси0,2%, евреи 0,2% и др.

## Административно-териториално деление
В административно-териториално отношение Чернивецка област се дели на 2 областни градски окръга, 11 административни района, 11 града, в т.ч. 2 града с областно подчинение и 9 града с районно подчинение, 8 селища от градски тип и 3 градски района (в град Чернивци).
| Административна единица | Площ (km²) | Население (2017 г.) | Административен център | Население (2017 г.) | Разстояние до Чернивци (в km) | Други градове и сгт с районно подчинение |
| ----------------------- | ---------- | ------------------- | ---------------------- | ------------------- | ----------------------------- | ---------------------------------------- |
| Областен градски окръг  |            |                     |                        |                     |                               |                                          |
| 1. Новоднестровск       | 7          | 10 709              | гр. Новоднестровск     | 10 709              | 156                           |                                          |
| 2. Чернивци             | 153        | 266 114             | гр. Чернивци           | 266 114             | -                             |                                          |
| Административен район   |            |                     |                        |                     |                               |                                          |
| 1. Вижницки             | 903        | 55 475              | гр. Вижница            | 3976                | 70                            | гр. Вашковци, Берегомет                  |
| 2. Герцаевски           | 308        | 33 125              | гр. Герца              | 2118                | 46                            |                                          |
| 3. Глибокски            | 674        | 74 066              | сгт Глибокая           | 9424                | 30                            |                                          |
| 4. Заставновски         | 619        | 49 388              | гр. Заставна           | 7896                | 33                            | Кострижевка                              |
| 5. Келменецки           | 670        | 40 557              | сгт Келменци           | 7211                | 83                            |                                          |
| 6. Кицмански            | 607        | 68 792              | гр. Кицман             | 6229                | 25                            | Лужани, Неполоковци                      |
| 7. Новоселицки          | 734        | 77 772              | гр. Новоселица         | 7588                | 36                            |                                          |
| 8. Путилски             | 884        | 26 352              | сгт Путила             | 3434                | 117                           |                                          |
| 9. Сокирянски           | 661        | 42 873              | гр. Сокиряни           | 8877                | 156                           |                                          |
| 10. Сторожинецки        | 1160       | 100 325             | гр. Сторожинец         | 14 198              | 20                            | Красноилск                               |
| 11. Хотински            | 716        | 62 132              | гр. Хотин              | 9163                | 60                            |                                          |